# Location-based service
Location-based service — программный сервис, использующий данные о локации для управления какими-либо функциями. LBS может быть использован для многих сфер, например, для навигации по помещениям, контроля физической активности и т. д.
LBS не обязательно используют технологию ГЛОНАСС, GPS или пр. спутниковые системы для определения местоположения. Местоположение мобильного объекта, например, может быть определено с использованием заранее известной информации о расположении базовых станций сетей сотовой связи GSM, UMTS и др., а также посредством данных о расположении точек доступа Wi-Fi. В различных стандартах радиосвязи точность может колебаться от многих десятков километров до 50 м в WCDMA и LTE.
При этом, во всех случаях используется одна и та же методика расчёта положения — обратная геодезическая засечка.
Под «поиском» в сотовой LBS подразумевается не определение местоположения собственно мобильного телефона, а привязка его местоположения к ориентирам, нанесённым на электронную карту LBS-системы оператором сотовой сети или поставщиком услуги и предоставляемая в простой и доступной для человека форме.
Внутри помещений для определения текущего местоположения используются технологии внутреннего позиционирования.

## Основные методы поиска
- Cell of Origin — простейший метод, позволяющий вычислять местонахождение мобильного телефона по известному CellID (Cell identifier, англ. идентификатор ячейки/соты). Не требует модификации сетевого оборудования и клиентского терминала, достаточно установки программного комплекса и MLC (Mobile Location Center, англ. центр мобильного позиционирования). Координаты вычисляются на основе примерного знания расположения и радиуса ячеек сотовой сети, в которых мобильные телефоны обслуживаются конкретной базовой станцией. Точность определения местоположения зависит от густоты сети базовых станций, текущих местных радиоусловий и конфигурации сот. В центре крупного города точность обычно составляет несколько сотен метров, а на окраинах и в небольших городах — около километра. В сельской местности точность снижается до 35 км, а в режиме Extended Cell (ECell) до 120 км. За пределами зоны покрытия сотовой сети данный метод не работает и LBS недоступны.
- TOA (Time of Arrival, англ. Оценка времени прибытия сигнала) — основан на измерении и сравнении интервалов времени прохождения сигнала от мобильного телефона абонента до нескольких базовых станций. Требует модернизации оборудования сотовой сети. Точность может достигать 125 м. Базовые станции, принимающие сигнал мобильного телефона, должны быть оснащены LMU (Location Measurement Unit, англ. блок определения местоположения). По разности времени поступления сигнала управляющим компьютером сети сотовой связи с помощью алгоритма трилатерации рассчитывается местоположение передатчика. Полученные координаты передаются соответствующему сетевому приложению (серверу услуги) или клиенту.
- OTD (Observed Time Difference, англ. Наблюдаемая разность времени прибытия сигнала) — основан на измерении и сравнении интервалов времени прохождения сигналов от нескольких базовых станций до мобильного телефона абонента. Требует модернизации сетевого оборудования, однако такая модернизация значительно дешевле TOA. Управляющий контроллер мобильного телефона измеряет время прохождения сигнала от нескольких базовых станций, одна из которых оснащена блоком LMU. Для получения информации о своем местоположении абонент совершает звонок, при котором его телефон до установки речевого соединения посылает специальное сигнальное сообщение, MLC производит необходимые вычисления для расчета местоположения, после чего пакет данных с координатами местонахождения абонента пересылается на сотовый телефон.
- A-GPS (Assisted Global Positioning System, англ. Вспомогательная Глобальная система позиционирования) — основан на встраивании в мобильные телефоны модуля GPS и переносе части вычислительных функции на Mobile Location Center для снижения энергопотребления и ускорения определения местоположения.

## Ключевые игроки рынка LBS[4]
Ключевые компании, предоставляющие услуги LBS на 2020 год. 
- Aruba Networks

- Cisco
- Google
- TomTom
- Navigine
- HERE
- Quuppa
- Esri
- Mozilla Location Service
- Foursquare  и др.

## Использование в России
С 2002 года в России операторы сотовых сетей применяют LBS в коммерческих целях. Основными направлениями являются:
- определение собственного местоположения мобильной станции (мобильного телефона);
- определение местоположения удалённой мобильной станции (ассоциируется с определением местоположения другого абонента).

Маркетинговые решения VAS предлагают следующие виды услуг:
- услуги навигации и слежения[5][6];
- ГИС — прогнозы погоды в зоне местонахождения, поиск ближайших объектов инфраструктуры;
- службы общения и развлечений, например, многопользовательские игры, учитывающие местоположение игроков, или службы знакомств[7].

## Местоположение в сотовой сети

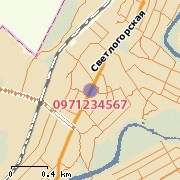
Результат работы LBS-услуги «Мобильная карта» компании «Киевстар» — карта с указанием местоположения абонента, присланная с помощью MMS.

В большинстве систем определения местоположения в России, предлагаемых сотовыми операторами, обязательным условием является получение от «искомого» разрешения на «поиск». Такое разрешение иногда выдаётся отдельным договором с оператором, но чаще используется разрешение по SMS или USSD.
Например, в системе «Локатор» портала «МТС-поиск» запрос отправляется через обычное SMS-сообщение. У «МегаФона» в системе «Маячок» используется разрешение для конкретного номера по USSD-команде или SMS, а в системе «Навигатор» — по SMS строго в ответ на полученный запрос от «Ищущего». В системе «Радар» разрешение выдаётся любым из трёх методов: SMS, USSD или через веб-сайт, либо фирменное мобильное приложение.
Полностью отключить возможность определить своё местоположение нельзя. Особенно это касается пользователей корпоративных тарифных планов. Юридическое лицо, являющееся владельцем номера, при подключенной соответствующей услуге (например, «Мобильные сотрудники» у МТС) может определять местоположение сотрудника, даже если у сотрудника установлен запрет на определение своего местоположения во всех LBS-сервисах.
Определение местоположения в зависимости от услуги может осуществляться разово по запросу, либо по заданному пользователем расписанию («Ребёнок под присмотром» в МТС-Поиск, «Навигатор» МегаФон), либо по активности абонентского устройства при обращении к сотовой сети («Радар» «МегаФона», «Геопоиск» «Теле2»).
В ответ на запрос местоположения обычно включается три координаты: пересечение улиц (координаты x и y), а также поясное время местоположения (координата t). В некоторых системах местоположение может быть отображено в виде окружности на карте, в пределах которой, по мнению системы, находится «искомый» или фрагмента карты, отправляемого «ищущему» по MMS, а также отмечено на интерактивной карте в мобильном приложении для работы с услугой. В городах федерального значения сотовые LBS также используют в качестве ориентира станции метрополитена.
Примеры описания местоположения системами LBS российских сотовых операторов:
- «Локатор» портала «МТС-поиск»:

16.09.2012, 10:55 г. Санкт-Петербург, пересечение ул. Беринга и ул. Наличная, район ст. м. Приморская (400 м).
- Cистема «Навигатор» «МегаФона»:

Услуга Навигатор: 15:15 2 декабря 2011 г. Абонент находится: Санкт-Петербург, в 1080 метрах от метро Волковская, в районе улиц: Расстанный пер. / Волковки реки наб.
- Система «Билайн Локатор»:

Абонент находится в г. Санкт-Петербург, пр-кт Ветеранов, около д. 20.
В сельской местности точность определения координат через сотовую сеть значительно ниже и описание местоположения указывается гораздо более «размыто». Например, «Навигатор» «МегаФона»:

10.07.2009 15.11.00 абонент находится: Оренбургская обл., около Железнодорожный, Гудрон, Биофабрика
«Локатор» портала «МТС-поиск»:

Респ. Саха (Якутия), Горный р-н, дер. Оногол-Быт (15 000 м).
Важной вехой развития сотовых LBS стала договорённость между двумя крупнейшими сотовыми операторами России — ОАО «МТС» и ОАО «МегаФон» — о взаимообмене информацией местоположения. Таким образом, абоненты МТС могут посредством услуги «Локатор» определять местоположение абонентов «МегаФона», а абоненты «МегаФона» — запрашивать через сервис «Навигатор» местоположение пользователей МТС.
С 26 июня 2014 года ОАО «МегаФон» и ОАО «ВымпелКом» усовершенствовании LBS-сервисы «Радар» и «Локатор». Теперь пользователи данных сервисов смогут определять местонахождение не только абонентов своей сети, но и клиентов другого оператора.
С 18 августа 2014 года пользователи услуги «Локатор» от МТС могут добавлять друзей — абонентов «Билайн» и определять их местоположение с помощью SMS или через мобильное приложение.
C 28 декабря 2014 года ОАО «МегаФон» и ОАО «Мобильные ТелеСистемы» объявляют о завершении интеграции геолокационных сервисов: абоненты получили возможность определять местонахождение близких по данным их мобильных устройств, зарегистрированных в сети обоих операторов, с помощью услуг «Радар» («МегаФон») и «Ребенок под присмотром» (МТС).
Таким образом, на начало 2015 года абоненты всех федеральных операторов «Большой тройки» могут определять местоположение друг друга через LBS-системы своего сотового оператора.
В сети ПАО «МТС» определение местонахождения абонента, использующего на момент поиска сеть LTE, невозможно по техническим причинам.

## Известные LBS-сервисы
- i-area — первый коммерческий геолокационный сервис, введённый японским оператором NTT DoCoMo Inc. в июле 2001 года[17][18].
- Google Latitude — геолокационный сервис от Google.
- Fire Eagle — геолокационный сервис от Yahoo.
- AlterGeo — самая крупная и известная геосоциальная сеть в России.
- BluePont — популярный американский геолокационный сервис.
- Foursquare — популярная американская геоконтекстная социальная сеть.
- Gowalla — популярная американская геоконтекстная социальная сеть.
- Lokata — популярный российский геолокационный сервис. Не работает с 2015 года
- Ingress — популярная геолокационная игра от Google.
- Navigine —компания, занимающаяся разработкой LBS.